# Emiliano Ghan
Emiliano Michael Ghan Carranza (Canelones, 5 giugno 1995) è un calciatore uruguaiano, centrocampista del Juanicó.

## Caratteristiche tecniche
È un mediano.

## Carriera

### Club
Cresciuto nel settore giovanile del Danubio, ha esordito il 15 febbraio 2015 in occasione del match di campionato vinto 1-0 contro il Racing Montevideo.